# 四正丁基三溴化銨
四正丁基三溴化铵是一种淺橙色的固體，示性式为{\displaystyle {\ce {[N(CH3CH2CH2CH2)4]+[Br3]-}}}，由親脂性的四正丁基銨離子和線形的三溴陰離子構成。它有时用于有机合成，作为易於秤量的固體溴源。
它由四正丁基溴化銨固體和溴蒸气反应得到：
{\displaystyle {\ce {[N(CH3CH2CH2CH2)4]+Br- +Br2->{[N(CH3CH2CH2CH2)4]+}[Br3]-}}}